# Haliplus ohioensis
Haliplus ohioensis är en skalbaggsart som beskrevs av Wallis 1933. Haliplus ohioensis ingår i släktet Haliplus och familjen vattentrampare. Inga underarter finns listade i Catalogue of Life.